# Vocabulaire des croisades et de la Reconquista

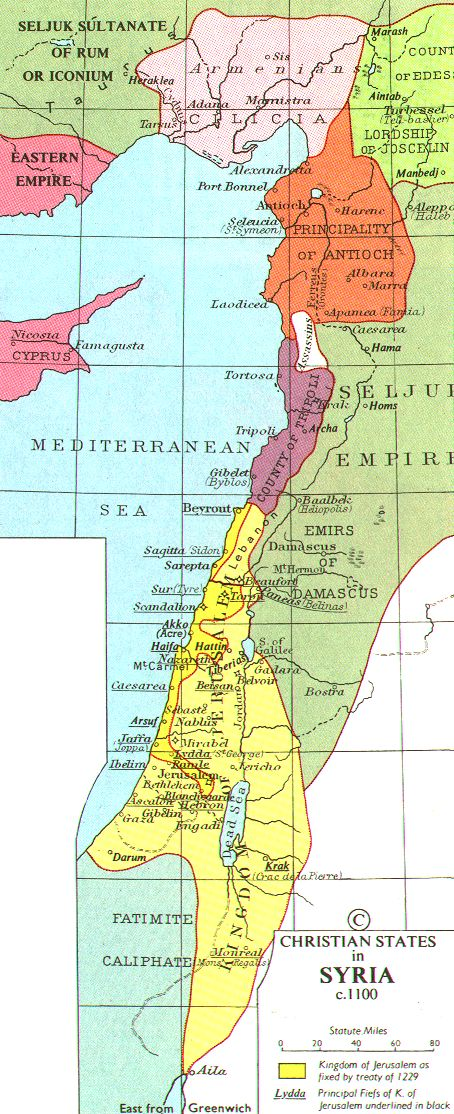
Carte des États latins d'Orient, qui furent aussi nommés États francs du Levant en leur temps ; face aux franjj se trouvaient les redoutables Hashshâshîn stop.

Le vocabulaire des croisades et de la Reconquista comprend un certain nombre de termes spécifiques à cette époque de conflits de religion.

## Proche-Orient
Entre 1095 et 1291 le Proche-Orient vit s'opposer croisés catholiques, byzantins orthodoxes et arabes ou turcs musulmans. Les dénominations apparues dans cet espace-temps et leur usages reflètent les revendications des chrétientés rivales d'Occident et d'Orient concernant la légitimité de l'héritage politique et religieux romain : l'Occident et l'Église de Rome se qualifient de « latins » et dénomment « grecs » les chrétiens orientaux (non sans mishellénisme) tandis que les chrétiens orientaux se qualifient de Romées et dénomment « Francs » les chrétiens catholiques, suivis en cela par les musulmans.
Convaincu d'être le seul à détenir la vraie foi, chaque groupe qualifiait en outre les deux autres d'« hérétiques », « mécréants » ou « infidèles ». Ces qualificatifs étaient également appliqués aux juifs locaux, romaniotes de langue yévanique ou mizrahites de langue mizrahique.

### Terminologie pendant lescroisadeset dans lesÉtats latins d'Orient
- Termes utilisés par les croisés et les sources catholiques :
  - « latins » : eux-mêmes, d'après le rite latin de leur christianisme catholique.
  - « grecs » : byzantins, et par métonymie tous les orthodoxes.
  - « sarrasins » (de l’arabe شرقيين, sharqiyyin soit « orientaux ») : musulmans[1].

- Termes utilisés par les sources byzantines :
  - « francs » (Φράγγοι) : occidentaux (l'ancien français était la lingua franca des croisades).
  - Romioi (Ῥωμαίοι, Romées) : les Romains d'Orient[2].
  - « Saracènes » (Σαρακηνοί) : musulmans, selon la forme grecque Σαρακηνός du mot arabe شرقيين et par analogie avec les Saracènes bibliques.

- Termes utilisés par les sources musulmanes :
  - « faranja » (adj. pl. فرنجة) : forme arabe de francs.
    - Plus tard et par métonymie, le mot franc a fini, en Orient, par désigner tous les occidentaux, catholiques ou non (comme dans le cas du marchand Jacob Lejbowicz, surnommé Jacob Frank).

  - « rūm », « roum » ou « roumi » (روم) : les byzantins, car jusqu'en 1557 l'adjectif « byzantin » n'existait pas, le nom officiel étant Empire romain d'Orient. Le mot arabe roumi a fini par désigner tous les chrétiens indifféremment de leur obédience[3].

- Autres termes :
  - États « latins » ou « francs » : États dont le christianisme est catholique de rite latin et dont les langues sont le latin, l'italien ou le français.
  - États « grecs » : états dont le christianisme est orthodoxe ou catholique de rite grec, et dont la langue est grecque, romane orientale ou slave.
  - « Romanie » : Empire romain d'Orient et ses territoires[4] (surnommé depuis 1557 « empire byzantin ») ; après 1080 « Romanie » peut aussi désigner les États installés sur d'anciens territoires byzantins comme l'Arménie cilicienne, le sultanat de Roum ou bien, de 1204 à 1261 l’Empire latin de Constantinople[5] et, de 1261 à 1394 les Balkans (remplacé après 1394 et au sud de l’Haemos par « Roumélie »[6]).
  - « Levantin » : Oriental latinisé, parfois devenu catholique et intégré dans la société des royaumes croisés mais gardant ses rites et coutumes orientales[7].
  - « Melchite » : personne dont le christianisme est orthodoxe ou catholique de rite grec.
  - « Poulain » : « Franc » (occidental[évasif]) né dans le pays, hellénisé ou arabisé et connaissant ou ayant adopté la langue et les mœurs des Orientaux tout en gardant sa foi catholique[8].
  - « Alamut » ou « Alamoute » : surnom des « Assassins » syriens (arabe et persan : assāssi - اساسى, « fondamentalistes », également appelés Batiniyya) et de leur chef Hassan ibn al-Sabbah, surnommé le « Vieux de la Montagne »[9] dans la légende répandue par Marco Polo d'après des récits d'Henri Ier de Champagne, de Guillaume de Tyr et de Guillaume de Rubrouck, tandis que la vraie forteresse d'Alamut et la vallée homonyme se trouvent en fait en Iran.
  - « Chiennaille » : surnom péjoratif des croisés désignant les combattants musulmans, équivalent des surnoms kalba كلبة ou eahira عاهرة donnés par les musulmans aux chrétiens.
  - « Nègres » : nom donné par les croisés aux fantassins musulmans des armées de Saladin, originaires d'Afrique sub-saharienne ; pas forcément péjoratif à l'époque car en ancien français, en langue d'oc et dans les autres langues romanes les mots nègre ou negro signifient simplement « noir »[10].
  - « Cafre » (de l’arabe كافر, kāfir soit « mécréant, incroyant, païen, infidèle ») : adepte d'une croyance autre que le judaïsme, le christianisme ou l'islam[11].
  - « Guèbre » (du persan گبر, gabr soit « zoroastrien ») : devenu par métonymie synonyme de « Cafre »[12].

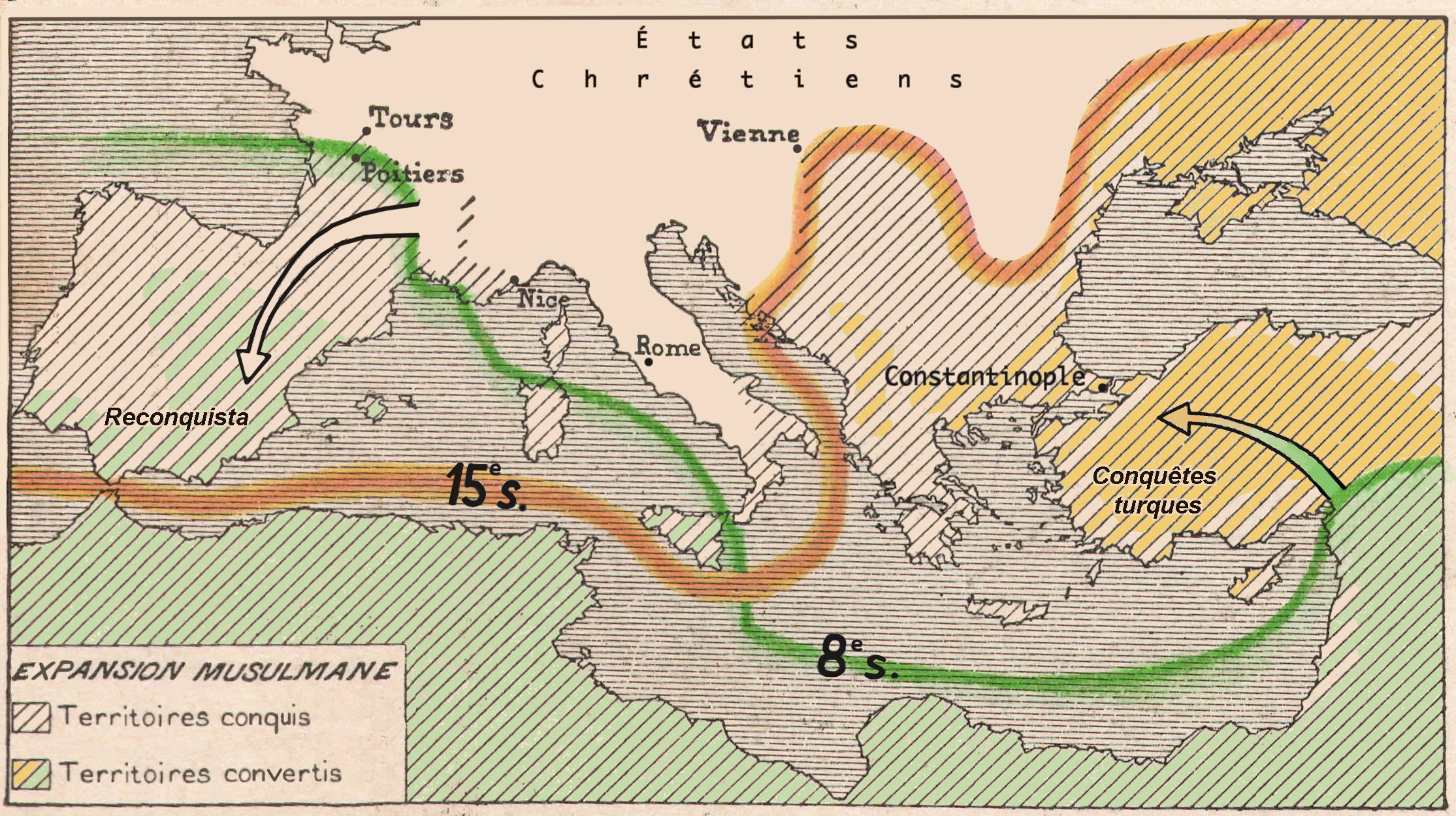
La « bascule du front religieux » du VIIe siècle au XVe siècle en Europe selon l’Atlas de Géographie Moderne (Franz Schrader, Vincent Prudent, Ferdinand Anthoine) 1895 : reconquête chrétienne à l'Ouest, avancée islamique à l'Est.

## Péninsule ibérique
La Reconquista se déroule dans la péninsule Ibérique entre 711 et 1492. Ici aussi trois religions monothéistes sont en présence (chrétiens, musulmans, juifs) mais deux seulement se disputent le pouvoir politique et s'affrontent militairement (chrétiens et musulmans) ; ici aussi chaque groupe est convaincu de détenir la seule vraie foi.

### Terminologie pendant et à l'issue la Reconquête ibérique
- Catholique : terme anachronique des sources occidentales pour désigner un chrétien nicéen antérieurement à la séparation des Églises d'Orient et d'Occident ; souvent employé par opposition aux chrétiens ariens.
- Chrétien : terme réducteur des sources occidentales pour se référer à l'Occident chrétien, à l'Ordre de Santiago ou au catholicisme ; souvent employé par opposition aux juifs, aux musulmans et aux autres obédiences chrétiennes jugées hérétiques ou schismatiques.
- Mozarabe (de l’arabe مستعرب, musta’rib soit  « arabisé »): 
  - Usage dans l'historiographie chrétienne : chrétiens d'Al-Andalus.
  - Usage dans les royaumes chrétiens médiévaux : nom donné aux populations chrétiennes vivant en territoire sous domination musulmane et linguistiquement arabisées.
  - Usage dans les territoires sous domination musulmane : toute personne sans filiation arabe, linguistiquement arabisée, indépendamment de sa religion.
- Maure : terme générique pour les musulmans, quelles que soient leurs origines et langues.
- Mahométan, synonyme de musulman dans les sources chrétiennes.
- Muladi (de l'arabe مولّد, muwallad soit « converti ») : chrétien ou juif passé à l'islam ;
  - Exemple spécifique : le clan des Banu Qasi, issu d'une famille de nobles autochtones d'Hispanie (la famille Cassius), évoluant en zone frontière.
- Mudéjar (de l'arabe مدجّن, mudaʒʒan soit « domestique », « domestiqué ») : musulmans devenus sujets des royaumes chrétiens après le XIe siècle.
- Nazaréen : terme d'al Andalus désignant les chrétiens.
- Convivencia : terme moderne pour définir les périodes où les pouvoirs musulmans ou chrétiens tolérèrent sous leur autorité des croyants d'autres confessions.
- Cristianos nuevos :
  - Converso : juif converti au christianisme ;
  - Morisque : musulman converti au christianisme ;
  - Marrane : personne convertie au christianisme, mais pratiquant en secret (ou soupçonnée de le faire) sa religion antérieure. L'usage contemporain du terme a perdu sa connotation péjorative historique, mais il est souvent remplacé par crypto-judaïsme pour les juifs et takiya pour les musulmans.
- Séfarades : juifs hispaniques, de langue judéo-espagnole, qui, après l'expulsion, ont peuplé le pourtour de la Mer Méditerranée, notamment l'Empire ottoman, absorbant les communautés romaniotes, mizrahites et tochavim.

### Usage des noms composés
Les noms composés modernes se référant aux personnes ou au pays, qui sont connotés par leur évocation du mélange, et reflètent mal en cela la diversité d'Al-Andalus, peuplé d'origines aussi diverses que d'Africains et de Syriens, compte tenu de la multitude des pays concernés par la conquête musulmane faisant suite à l'hégire.
- arabo-berbère, arabo-musulman, hispano-arabe (population arabo-berbère installée en Espagne), hispano-mauresque (art), arabo-andalou ou arabo-espagnol (moins courant).

En outre, dans l'aire géographique où coexistèrent des États de confession musulmane et d'autres de confession chrétienne survivants de l'Espagne wisigothe, il était d'usage courant qu'un intervenant, qui passait la frontière pour offrir ses services à l'un ou l'autre des royaumes, soit connu sous un nom arabe et un nom chrétien, parfois de consonance gothique.
Le plus connu d'entre eux est le cid Campeador ou sidi Roudrigh (سد ردرع).